# Цветелина Грахић
Цветелина Грахић (буг. Цветелина Грахич; Зеница, 30. септембар 1991) бугарска је поп-фолк пјевачица, бивша вокалисткиња Ку-Ку бенда.

## Биографија
Рођена је 30. септембра 1991. године у Зеници. Родитељи су се због опасности Рата у БиХ преселили у Сливен. Када се рат завршио, породица није могла да одлучи гдје да се настани. Она је вријеме проводила у Бугарској код својих бака и дједова, док се у Босни морала носити са потешкоћама одсуства мајке.
Завршила је музичку школу у родном граду. Била је студент на Националној музичкој академији у Софији (одсјек Оперско пјевање). Мајка, кад је била њених година, основала је своју групу у родном граду Сливену и често је водила ћерку у ресторане.

### Ку-ку бенд
Године 2011. појавила на кастингу за ријалити-шоу Глас Бугарске, емитован на бТВ-у, пјесмом I Turn To You. Прошла је у другу фазу, а изабрала је Маријана Попова — њен „тренер”, чијег је тима постала дио. У другој фази „Вокалних двобоја” одустаје од такмичења са Невеном Колевом, а требало је да заједно отпјевају пјесму If I Ain't Got You. Попова је изабрала је Колеву да прође у трећу фазу емисије, а Цветелина одустаје.
Продуценти емисије — продукција Седем-осми и Слави Трифонов позвали су је да се придружи Ку-ку бенду и од тада је донедавно била вокални члан групе.
Цветелина Грахић је 2017. напустила Трифонову емисију и кренула у соло каријеру.

## Дискографија

### Видеографија
| Спот | Год. | Режисер               |
| ---- | ---- | --------------------- |
|      | 2013 | Александар Сано       |
|      | 2015 | —                     |
|      | 2017 | —                     |
|      | 2018 | Силвестар Матеев      |
|      | 2018 | Мурад Тахиров         |
|      | 2020 | Стефан Маринов        |
|      | 2020 | Георги Марков         |
|      | 2023 | Николај Скерлев       |
|      | 2023 | Добромир Николов      |
|      | 2024 | Николај Скерлев       |
|      | 2024 | Иван Димитров – Torex |